# Ville-sur-Arce
Ville-sur-Arce è un comune francese di 257 abitanti situato nel dipartimento dell'Aube nella regione del Grand Est.

## Società

### Evoluzione demografica
Abitanti censiti